# Скшинно (Лодзинське воєводство)
Скшинно (пол. Skrzynno) — село в Польщі, у гміні Острувек Велюнського повіту Лодзинського воєводства.
Населення — 807 осіб (2011).
У 1975-1998 роках село належало до Серадзького воєводства.

## Демографія
Демографічна структура станом на 31 березня 2011 року:
|          | Загалом | Допрацездатний вік | Працездатний вік | Постпрацездатний вік |
| -------- | ------- | ------------------ | ---------------- | -------------------- |
| Чоловіки | 405     | 61                 | 277              | 67                   |
| Жінки    | 402     | 56                 | 205              | 141                  |
| Разом    | 807     | 117                | 482              | 208                  |